# Затмение (Коты-Воители)
«Затмение» — четвёртая книга серии Сила трёх. Она была издана в сентябре 2008 года, а в России вышла в июне 2009 года.

## Аннотация
На Остролапку, Львинолапа и Воробушка, пытающихся понять, что сулит им владение «силой звёзд», тяжёлой ношей ложится ответственность за будущее всех племён. Силы и способности трёх оруженосцев подвергаются испытанию, когда на Грозовых котов неожиданно нападают те, от кого они этого никак не могли ожидать. Все племена втягиваются в страшную битву. Над лесом сгущается тьма, а таинственный незнакомец предупреждает лесных котов о грядущих ещё больших несчастьях. Кажется, впервые у Звёздного племени нет ответов на вопросы их подопечных…

## Сюжет
Отряд котов-воителей возвращается домой из Клана Падающей Воды, которому он помог справиться с бродягами. Остролапка, Львинолап и Воробушек размышляют над пророчеством о том, что им, троим родственникам Огнезвёзда, дана великая сила. Львинолап упивается своей мощью и ловкостью, а Остролапка пытается осознать, как теперь изменится их жизнь. Львинолап делится новостью о пророчестве со Звездоцапом, но тот презрительно отзывается о знаниях Воробушка и настаивает на приоритете боевой подготовки. Он охлаждает пыл оруженосца и вызывает у него сомнения.
Близится испытание Пепелинки, и Листвичка волнуется, что её лапа не до конца зажила. Воробушек, Львинолап и Остролапка решают тайно понаблюдать за ученицей и видят, как Пепелинка, прыгая за белкой через поваленное дерево, не осиливает преграду и падает на ствол. Её лапа распухает. И хотя это всего лишь растяжение, ученица едва может наступать на неё, и испытание приходится прервать. Воробушек упрекает Листвичку в том, что она слишком рано позволила Пепелинке продолжить тренировки, чтобы та поскорее стала воительницей. Сёстры Пепелинки становятся воительницами, а она остаётся лежать в палатке целителя.
Грозовые коты находят на своей территории следы котов племени Ветра и посылают патруль на переговоры с соседями. Воины племени Ветра упорно не хотят отводить гостей к Однозвёзду и чуть не нападают на них, но для боя они слишком слабы. Сумеречница умоляюще просит Грозовых котов уйти, и те, поколебавшись, выполняют просьбу. Вскоре Грозовой патруль при проверке границы находит очередное нарушение: останки дрозда на своей земле. Остролапка, а затем и Львинолап обнаруживают, что соседи проникли на их территорию через подземный туннель.
Листвичка ухаживает за Пепелинкой и своей чрезмерной заботой не даёт той выздороветь. Раздражённый Воробушек уходит к Озеру и понимает, что найденная им когда-то палка, принадлежавшая раньше Утёсу, уплыла. К счастью, рядом оказывается Огнезвёзд и по просьбе ученика целителя достаёт пропажу. История с палкой наталкивает Воробушка на мысль, что плаванье может помочь Пепелинке разработать лапу. Эта идея успешно воплощается в жизнь.
Однажды во время патрулирования Остролапка замечает незнакомого кота. Вскоре другой патруль приводит его в лагерь. Незнакомец ведёт себя очень загадочно и представляется Солом. Сол открывает Листвичке и Воробушку, что солнце скоро погаснет, но Листвичка не хочет ему верить, и Сол уходит из лагеря.
Ночью племя Ветра нападает на Грозовой лагерь. Львинолап первый поднимает тревогу, и завязывается битва. Когда Огнезвёзд требует разъяснений от Однозвёзда, тот заявляет, что пора поставить Грозовое племя на место. Однако, когда Огнезвёзд даёт сигнал к атаке, племя Ветра убегает. Огнезвёзд посылает патрули, чтобы убедиться, что враги ушли, но патрули попадают в засаду. К тому же, выясняется, что Речное племя вступило в союз с племенем Ветра и тоже напало на Грозовых котов. Грозовое племя вынуждено просить племя Теней о помощи, и Чернозвёзд соглашается отправить отряд своих воинов в битву. В самый разгар сражения происходит солнечное затмение, и коты, напуганные этим невиданным явлением, прекращают биться и разбегаются по своим территориям.
Вскоре солнце вновь появляется на небе, коты судачат о произошедшем и оправляются от битвы. Воробушек, вспомнив, что Сол предсказывал исчезновение солнца, решает расспросить его и о пророчестве. Он с Остролапкой и Львинолапом находит одиночку в заброшенном Гнезде Двуногих. Они рассказывают Солу о пророчестве, и он убеждает их, что они станут сильнее Воинского закона. Чтобы узнать больше, ученики соглашаются обустроить ему палатку на границе и приносить еду. Однако по пути их встречает патруль племени Теней и отводит в лагерь к Чернозвёзду. Там Сол зачаровывает своими речами Чернозвёзда, разуверившегося в Звёздном племени, и остаётся в племени Теней. Чернозвёзд настолько заинтересован гостем, что спокойно отпускает Грозовых котов домой. Сол убеждает предводителя отречься от предков и Воинского закона, что тот и делает. О своём решении Чернозвёзд объявляет на Совете и сообщает, что теперь его племя не будет посещать Совет.

## Отзывы
«Приключение, наполненное боевыми действиями. Несомненно, это порадует читателя, который когда-либо задумывался, чего от жизни хочет его кошка» — Publisher's Weekly.

## История публикации
- Eclipse (EN), HarperCollins (твердый переплет), 2 сентября 2008 г.[2]
- Eclipse (EN), HarperCollins (электронная книга), 6 октября 2009 г.[3]
- Eclipse (EN), HarperCollins (мягкая обложка), 28 июля 2009 г.[4]
- Затмение (RU), OLMA Media Group (твердый переплет), 4 июня 2009 г., перевод Вероника Максимова[5].
- 天 蝕 遮 月 (ZH-TW), Morning Star (мягкая обложка), 1 января 2010 г., перевод Чжун Анжэнь[6].
- 天 蚀 遮 月 (ZH-CN), Future Publishing House (мягкая обложка), 1 апреля 2010 г., перевод Мэн Сяобао[7].
- Éclipse (FR), Pocket Jeunesse (мягкая обложка), 21 марта 2013 г., перевод Од Карлье[8].
- 日食 (JA), Komine Shoten (мягкая обложка), 22 марта 2013 г., перевод Такабаяси Учинага[9].
- Zeit der Dunkelheit (DE), Verlagsgruppe Beltz (аудиокнига, электронная книга), 13 мая 2013 г., перевод Фридерике Левин, автор — Марлен Дикхофф[10][11].
- Zeit der Dunkelheit (DE), Verlagsgruppe Beltz (твердый переплет), 18 мая 2013 г., перевод Фридерике Левин[12].
- Eclipse (EN), HarperCollins (мягкая обложка; перепечатать), 30 июня 2015 г.[13]
- Eclipse (FI), Art House (твердый переплет), 24 марта 2016 г., перевод Наны Сиронен.[14]
- Eclips (NL), Fantoom (твердый переплет), 31 июля 2016 г.[15]
- Zeit der Dunkelheit (DE), Verlagsgruppe Beltz (мягкая обложка), 30 января 2017 г., перевод Фридерике Левин[16].
- Eclipse (ES), Salamandra (Kindle), 4 октября 2019 г.[17][18]
- Eclipse (ES), Salamandra (мягкая обложка), 15 января 2020 г.[18][19]
- Zaćmienie (PL), Nowa Baśń (мягкая обложка), 25 августа 2020 г., перевод Дорот Лахович[20]

## Персонажи
Главные персонажи:
- Воробушек, Львинолап, Остролапка.

Второстепенные персонажи:
- Грозовое племя

Предводитель: Огнезвёзд
«Целитель: Листвичка
Глашатай: Ежевика
Воители: Песчаная Буря, Белка, Уголёк, Тростинка, Дым, Крутобок, Яролика, Белохвост, Мышеус, Белолапа, Маковка, Медобока, Ягодник, Берёзовик
Оруженосцы: Ледышка, Лисёнок
Королевы: Милли, Ромашка
Старейшины: Долгохвост, Кисточка
Котята: Шиповничек, Попрыгуша, Шмелик, Колючка, Цветочек
- Племя Ветра

Предводитель: Однозвёзд
Глашатай: Хмуролика
Целитель: Корявый
Ученик целителя: Пустельга
Старшие воители: Грач, Сумеречница, Корноух, Совка
Оруженосцы: Вересколапка, Крольчишка, Ветерок, Моховинка
- Племя Теней

Предводитель: Чернозвёзд
Глашатай: Ржавница
Целитель: Пёрышко
Старшие воители: Рябинник, Змеехвост, Кедровник, Дымка
Оруженосцы: Совёнок, Плющевик, Углелап, Жабик
Королевы: Рыжинка
Котята: Коготок, Огонёк, Светик
- Речное племя

Предводитель: Пятнистая Звезда
Глашатай: Невидимка
Целитель: Мотылинка
Ученик целителя: Ивушка
- Прочие (Одиночки, Бродяги)

Сол.